# 大臨線
大臨線 (だいりんせん、中文表記: 大临铁路) とは中国雲南省大理と臨滄市臨翔区を結ぶ全長202 kmの鉄道路線。

## 概要
単線・電化。大理東駅にて広大線と、また大理駅にて大瑞線と接続する。
沿線には19の駅が予定され、計画輸送能力は、客車15本/日、貨物1,000万トン/年である。

## 歴史
- 2015年12月、着工。総投資額は155.3億元、工期は5.5年。
- 2020年12月30日、開通[1]。